# Sm'Aesch Pfeffingen
O Volleyballclub Sm'Aesch Pfeffingen é um clube de voleibol da cidade de Pfeffingen-Suíça fundando em 2000, e desde 2015 sagrou-se finalista por quatro temporadas consecutivas no Campeonato Suíço e na Supercopa Suíça.

## Histórico
No ano 2000 após a fusão dos clubes Volleyballclub Aesch e Volleyballclub Pfeffingen surge o Volleyballclub Sm'Aesch Pfeffingene é participante assíduo da Liga A Suíça desde a jornada 2005-06. ocupando as quartas e quintas posições, e na temporada 2009-10 qualifica-se para a Challenge Cup., o mesmo se repetindo na temporada 2018-19

## Títulos

### Nacionais
- Liga A Suíça: 0
- Vice-campeão:2015-16, 2016-17,2017-18 e 2018-19

- Copa da Suíça: 0
- Vice-campeão:2005-06, 2007-08,2016-17 e 2018-19

- Supercopa da Suíça:0
- Vice-campeão:2008,2016,2017,2018 e 2019

### Competições Internacionais
CEV Champions League: 0
 Copa CEV: 0
 Challenge Cup : 0